# 黄花柳
黄花柳是杨柳科柳属的植物。分布于欧洲、俄罗斯以及中国大陆的新疆等地，生长于海拔500米至3,100米的地区，多生长在山坡和林中，目前尚未由人工引种栽培。
白銀色種（Salix caprea pendula）民間又名「銀柳」，亦是經常用於插花。